# Hôtel d'Aumont
L' Hôtel d'Aumont è un ex hôtel particulier, al 7 di rue de Jouy, nel IV arrondissement di Parigi; fu costruito come residenza dei duchi d'Aumont. Si trova nel sud del Marais, di fronte a rue de l'hôtel de Ville, tra l'hôtel de Ville e il fiume Senna.

## Storia
All'inizio del XV secolo, su parte di questo sito, esisteva una proprietà del "Segno del Dado", appartenente alla famiglia dei Cousinot, magistrati. Nel 1644 Michel-Antoine Scarron, consigliere del re, zio del poeta burlesque Paul Scarron e suocero del maresciallo-duca d'Aumont, governatore di Parigi, fondò l'antica struttura, su tre proprietà adiacenti, che aveva assemblato tra il 1619 e il 1630, ma troppo antiquate per le sue esigenze; sebbene avesse eretto un muro divisorio e costruito la metà sinistra dell'attuale corps de logis già nel 1631, la ricostruì e ampliò per creare la struttura attuale, costruita entre cour et jardin, su progetto di Louis Le Vau. Le Vau riordinò e ricostruì completamente le strutture precedenti.
Quando il nuovo edificio fu completato, nel 1648, fu il duca d'Aumont ad abitarlo, avendolo acquistato, a titolo definitivo, dal suocero nel 1656. Fu ingrandito e arricchito dall'architetto François Mansart, che inserì un nuovo grande scalone nell'ala destra, sostituì le scale nel padiglione d'angolo, e lo dotò di decori dipinti da Charles Le Brun e Simon Vouet. Il muratore in loco, che sovrintendeva alle nuove costruzioni era Michel Villedo. Il nome di André Le Nôtre è legato al suo giardino à la française; venne rifatto un giardino che collegava l'hôtel al quai della Senna.
Successivamente, all'inizio del Settecento, gli ammodernamenti interni portarono all'attuale Cabinet neuf, attualmente ufficio del presidente del tribunale amministrativo.
Vissero nell'hôtel quattro duchi d'Aumont, in successione, fino alla morte, nel 1743, di Victoire-Félicité de Durfort, moglie di Louis-Marie-Augustin d'Aumont (1709–1782), che l'aveva sposata nel 1727: egli vendette l'hotel d'Aumont nel 1756.
Si susseguirono diversi proprietari: Charles Sandrié, lo annesse ai Bâtiments du Roi, poi divenne di Pierre Terray, fratello del finanziere, abate Terray e procuratore generale della Corte degli aiuti, fino al 1780. L'Hôtel d'Aumont fu venduto dai suoi eredi nel 1795.
Dal 1802 al 1824, l'edificio, nella sua posizione pubblica dominante, fu affittato per ospitare la mairie dell'''arrondissement''. Dal 1824 al 1859 ospitò i convittori del Liceo Carlo Magno. Dopo il 1859 divenne proprietà della Pharmacie centrale de France e subì alcune trasformazioni: il giardino fu sovradimensionato con un assortimento di edifici di servizio e le boiserie dei saloni fecero da sfondo a vari uffici e magazzini. Una storia dell'hotel è stata pubblicata nel 1903.
Nel 1938, l'Hôtel d'Aumont fu acquistato dal Comune di Parigi, restaurato e classificato come monumento storico. Dal 1959 vi ha sede il tribunale amministrativo di Parigi. Un radicale restauro della struttura decaduta fu completato nel 1964.

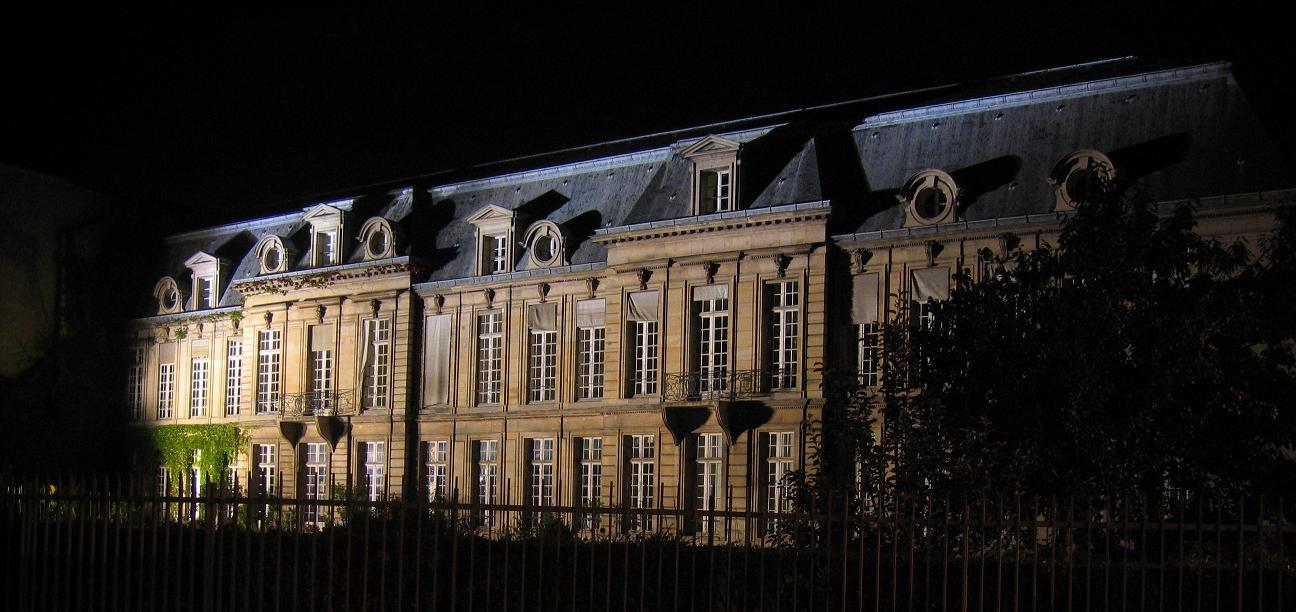
Facciata sul giardino dell'Hôtel d'Aumont

## Architettura
Il fronte strada, in rue de Jouy presenta, una serie simmetrica, austeramente disadorna, di edifici a due piani con una porta carraia bugnata, ad arco centrale, che conduce tra le serie di stalle alla corte d'ingresso e ai padiglioni terminali corrispondenti di tre piani, coronati da alti tetti spioventi in ardesia à la française, che sono forati con abbaini. La corte d'onore è racchiusa dai principali corps de logis, a cinque campate, con padiglioni angolari e ali laterali identiche, di due piani di uguale altezza, con finestre accoppiate a quattro su dodici riquadri incorniciati da modanature, tra pilastri leggermente rivestiti. Le chiavi di volta delle finestre sono integrate da fregi scolpiti che corrono sopra di esse e fungono da sostegno alle cornici, legando tra loro tutti gli elementi del progetto. Ghirlande di frutta e foglie, maschere umane e animali e drappeggi intagliati forniscono un ricco decoro.
La facciata sul giardino (nella foto) combina i padiglioni terminali in un corps de logis unificato con una coppia di padiglioni leggermente sporgenti che fiancheggiano le tre campate centrali per rompere la lunga facciata.